# Максимальне прискорення
Максимальне прискорення (англ. Maximum Overdrive) — американський фантастичний бойовик 1986 року. Екранізація оповідання Стівена Кінга «Вантажівки».

## Сюжет
19 червня 1987 Земля опинилася у хвості комети. Через це всі електричні та механічні прилади ожили і стали нападати на людей. Білл Робінсон, працівник заправки, яку оточили вантажівки, разом з іншими людьми намагаються дати відсіч бунтівним машинам.

## У ролях
| Актор                  | Роль                  |
| ---------------------- | --------------------- |
| Еміліо Естевес         | Білл Робінсон         |
| Пет Гінгл              | Бубба Гендершот       |
| Лора Гаррінгтон        | Бретт                 |
| Ярдлі Сміт             | Конні                 |
| Джон Шорт              | Кертіс                |
| Еллен МакЕлдафф        | Ванда Джун            |
| Дж. К. Квінн           | Дункан Келлер         |
| Крістофер Мерні        | Кемп Ломан            |
| Голтер Грем            | Дік Келлер            |
| Френкі Фейзон          | Генді                 |
| Пет Міллер             | Джо                   |
| Джек Кенон             | Макс                  |
| Беррі Белл             | Стів Гейтон           |
| Джон Бресінгтон        | Френк                 |
| Дж. Дон Фергюсон       | Енді                  |
| Леон Ріппі             | Бред                  |
| Роберт Гуден           | Гаррі                 |
| Р. Пікетт Багг         | Рольф                 |
| Джанкарло Еспозіто     | відеоплеєр            |
| Мартін Такер           | другий чоловік        |
| Марла Мейплс           | друга жінка           |
| Нед Остін              | оператор мосту        |
| Річард Чепмен молодший | помічник              |
| Боб Гюнтер             | тренер                |
| Білл Гаггінс           | суддя                 |
| Стівен Кінг            | людина біля банкомата |

## Саундтрек
| Список треків | Список треків                             | Список треків |
| #             | Назва                                     | Тривалість    |
| ------------- | ----------------------------------------- | ------------- |
| 1.            | «Who Made Who»                            | 3:26          |
| 2.            | «You Shook Me All Night Long»             | 3:31          |
| 3.            | «D.T.»                                    | 2:56          |
| 4.            | «Sink the Pink»                           | 4:15          |
| 5.            | «Ride On»                                 | 5:50          |
| 6.            | «Hells Bells»                             | 5:13          |
| 7.            | «Shake Your Foundations»                  | 4:10          |
| 8.            | «Chase the Ace»                           | 3:01          |
| 9.            | «For Those About to Rock (We Salute You)» | 5:44          |
| 38:06         |                                           |               |